# Prix Topelius
Le prix Topelius (finnois : Topelius-palkinto) est un prix décerné depuis 1946 par la Société des écrivains pour la jeunesse.

## Récipiendaires du prix
| Année | Récipiendaire                   | Œuvre                                                        | Édition année                      |
| ----- | ------------------------------- | ------------------------------------------------------------ | ---------------------------------- |
| 1948  | Aili Konttinen                  | Inkeri palasi Ruotsista                                      | WSOY 1947                          |
| 1949  | Aili Konttinen                  | Hymyile, Krisse                                              | Tammi 1948                         |
| 1949  | Veikko Wainio                   | Perman jousi                                                 | Gummerus 1948                      |
| 1950  | Tauno Rautapalo                 | Rohkeita poikia                                              | Valistus 1949                      |
| 1951  | Aaro Honka                      | Sisukkaat sarvikuonot Suurleirin seikkailijat Teatteriteinit | Valistus 1950 WSOY 1950 Tammi 1950 |
| 1952  | Aili Somersalo                  | Œuvre entière                                                |                                    |
| 1953  | Leena Härmä                     | Tuittupää ja Rantakylän Sisu                                 | WSOY 1952                          |
| 1954  | Marjatta Kurenniemi             | Oli ennen Onnimanni                                          | Tammi 1953                         |
| 1955  | Juuse Tamminen                  | Varjagien aarre                                              | WSOY 1954                          |
| 1956  | Martti Haavio                   | Kultaomena Tuhkimus                                          | WSOY 1955                          |
| 1957  | Aale Tynni                      | Heikin salaisuudet                                           | WSOY 1956                          |
| 1958  | Aira Kokki                      | Avattu ovi                                                   | Otava 1957                         |
| 1959  | Aila Nissinen                   | Minä olen Lammenpei Laulavat omenat                          | WSOY 1958 Valistus 1958            |
| 1960  | Tauno Karilas                   | Œuvre entière                                                |                                    |
| 1961  | Salme Setälä                    | Minä olen Marlene                                            | Valistus 1960                      |
| 1962  | Merja Otava                     | Minä, Annika ÄP                                              | WSOY 1961                          |
| 1963  | Esteri Vuorinen                 | Kala-Keisarin porsas                                         | WSOY 1962                          |
| 1964  | Pauli Kojo                      | Herrankukkaro                                                | Otava 1963                         |
| 1965  | Kaarina Helakisa                | Satukirja                                                    | WSOY 1964                          |
| 1966  | Oili Tanninen                   | Nunnu                                                        | Otava 1965                         |
| 1967  | Marjatta Kurenniemi             | Onnelin ja Annelin talo                                      | WSOY 1966                          |
| 1968  | Kaarlo Merimaa                  | Œuvre entière                                                |                                    |
| 1969  | Margareta Keskitalo             | Tyttö kuunarilaiturilla                                      | WSOY 1968                          |
| 1970  | Merja Otava                     | Kuuvuosi                                                     | WSOY 1969                          |
| 1971  | Rauha S. Virtanen               | Joulukuusivarkaus                                            | WSOY 1970                          |
| 1972  | Margareta Keskitalo             | Liukuhihnaballadi                                            | WSOY 1971                          |
| 1973  | Uolevi Nojonen                  | Askeetti ei saa komplekseja                                  | WSOY 1972                          |
| 1974  | Mikko Samulinen                 | Tulikavio                                                    | Tammi 1973                         |
| 1975  | Pekka Suhonen                   | Manta                                                        | Tammi 1974                         |
| 1976  | Lasse Raustela                  | Noitakellot                                                  | Tammi 1975                         |
| 1977  | Asko Martinheimo                | Lassinkyynel                                                 | WSOY 1976                          |
| 1978  | Tove Jansson                    | Den farliga resan                                            | Schidts 1977                       |
| 1979  | Tuula Kallioniemi               | Toivoton tapaus?                                             | Otava 1978                         |
| 1980  | Irmelin Sandman Lilius          | Œuvre entière                                                |                                    |
| 1981  | Hellevi Salminen                | Aikalisä                                                     | Otava 1980                         |
| 1982  | Marita Lindquist                | Œuvre entière                                                |                                    |
| 1983  | Arvi Arjatsalo                  | Sammatin Elias                                               | Otava 1982                         |
| 1984  | Marjatta Kurenniemi             | Œuvre entière                                                |                                    |
| 1985  | Kaija Pakkanen                  | Œuvre entière                                                |                                    |
| 1986  | Kirsi Kunnas                    | Œuvre entière                                                |                                    |
| 1987  | Jukka Parkkinen                 | Kaupungin kaunein lyyli                                      | WSOY 1986                          |
| 1988  | Asko Martinheimo                | Tuhkanaama ja Taivaantakoja                                  | WSOY 1987                          |
| 1989  | Uolevi Nojonen                  | Pallo sukassa                                                | WSOY 1988                          |
| 1990  | Lasse Raustela                  | Vahdinvaihto                                                 | Tammi 1989                         |
| 1991  | Riitta Jalonen                  | Enkeliyöt                                                    | Tammi 1990                         |
| 1992  | Kirsi Kunnas                    | Tiitiäisen pippurimylly                                      | WSOY 1991                          |
| 1993  | Leena Krohn                     | Salaisuuksia                                                 | Kirjayhtymä 1992                   |
| 1994  | Inka Nousiainen                 | Kivienkeli                                                   | Otava 1993                         |
| 1995  | Maria Vuorio                    | Jonakin toisena päivänä                                      | Otava 1994                         |
| 1996  | Hannu Mäkelä                    | Pönttölän väkeä (et l'Œuvre entière)                         | Tammi 1995                         |
| 1997  | Hellevi Salminen                | Pikku sammakkoprinssi                                        | Otava 1996                         |
| 1997  | Tuija Lehtinen                  | Asvalttisoturi                                               | Otava 1997                         |
| 1998  | Taru Väyrynen et Tarmo Väyrynen | Jääsilmä                                                     | Tammi 1998                         |
| 1999  | Marja-Leena Tiainen             | Rakas Mikael                                                 | Tammi 1999                         |
| 2000  | Kari Hotakainen                 | Näytän hyvältä ilman paitaa                                  | WSOY 2000                          |
| 2001  | Raili Mikkanen                  | Aavikoiden seikkailija                                       | Tammi 2001                         |
| 2002  | Hannele Huovi                   | Höyhenketju                                                  | Tammi 2002                         |
| 2003  | Maijaliisa Dieckmann            | Luostarin Piritta                                            | Tammi 2003                         |
| 2004  | Ritva Toivola                   | Kummitusjuna                                                 | Tammi 2004                         |
| 2005  | Reija Kaskiaho                  | Rastas                                                       | WSOY 2005                          |
| 2006  | Tuija Lehtinen                  | www.liisanblogi.net                                          | Otava 2006                         |
| 2007  | Timo Parvela                    | Tuliterä                                                     | Tammi 2007                         |
| 2008  | Annika Luther                   | Brev till världens ände / Kirje maan ääriin                  | Söderströms / Teos 2008            |
| 2010  | Lauri Törhönen                  | Sello & Pallo – Vaaleansininen rakkaustarina                 | Tammi 2009                         |
| 2011  | Kirsti Kuronen                  | Piruettiystävyys                                             | Karisto 2010                       |
| 2012  | Jukka-Pekka Palviainen          | Joku vieraileva tähti                                        | WSOY 2011                          |
| 2013  | Salla Simukka                   | Jäljellä Toisaalla                                           | Tammi 2012                         |
| 2014  | Jyri Paretskoi                  | Shell's Angles                                               | Karisto 2013                       |
| 2015  | Kalle Veirto                    | Säbätalvi                                                    | Karisto 2014                       |
| 2016  | Siiri Enoranta                  | Surunhauras, lasinterävä                                     | WSOY 2015                          |